# Peperomia gracillima
Peperomia gracillima är en pepparväxtart som beskrevs av S. Wats.. Peperomia gracillima ingår i släktet peperomior, och familjen pepparväxter. Inga underarter finns listade i Catalogue of Life.